# Simplon (Valais)
Simplon (en italiano Sempione, antiguamente Simpeln) es una comuna suiza del cantón del Valais, ubicada en el distrito de Brig. Limita al norte con las comunas de Brig-Glis y Ried-Brig, al este y sur con Zwischbergen, y al oeste con Saas-Almagell, Saas-Grund, Saas-Balen, Eisten y Visperterminen..

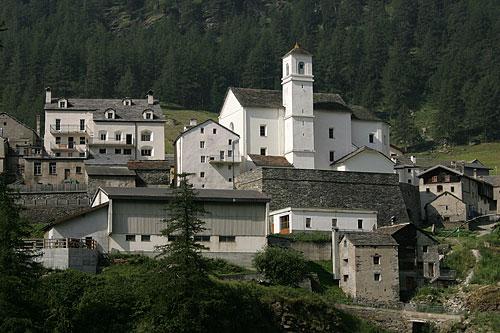
Vista del pueblo de Simplon.